# 湖南涉外经济学院
28°12′03″N 112°52′27″E / 28.200971°N 112.874115°E
湖南涉外经济学院，简称涉外学院，位于湖南省长沙市岳麓区高新技术产业开发区，是湖南省的一所民办本科大学。

## 历史

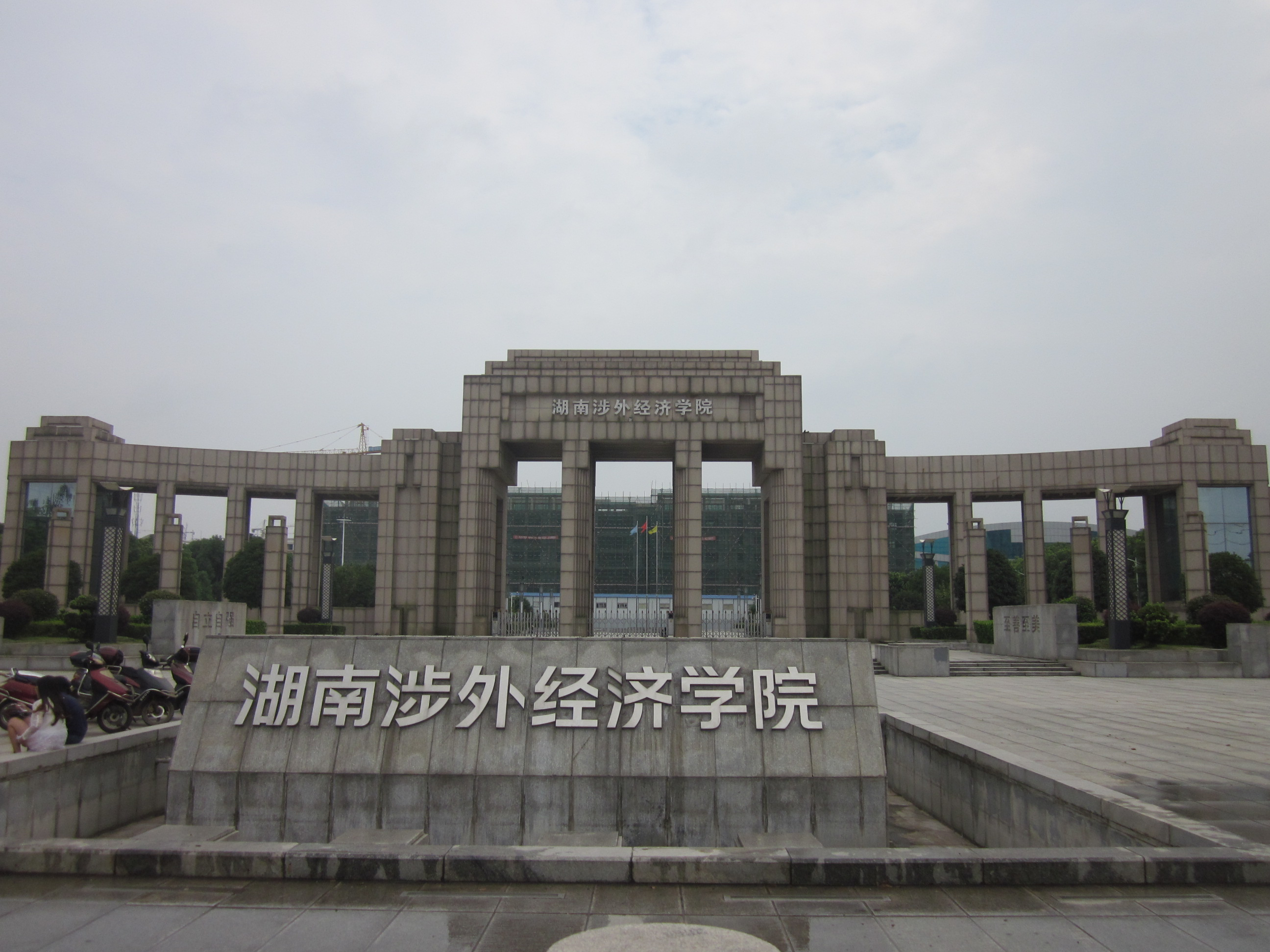
学校大门

学校由湖南猎鹰实业有限公司投资创建于1997年，原名“湘南文理专修学院”。
1998年，迁址长沙市岳麓区麓谷园。
2005年，经国家教育部和湖南省人民政府批准，升格为本科院校。 
2009年，学校顺利通过学士学位授予权评估，获得学士学位授予权。
2017年，华宇集团以14.3亿元人民币收购湖南民办教育业务，其中包括收购LEI Lie Ying Limited全部股权。

## 院系

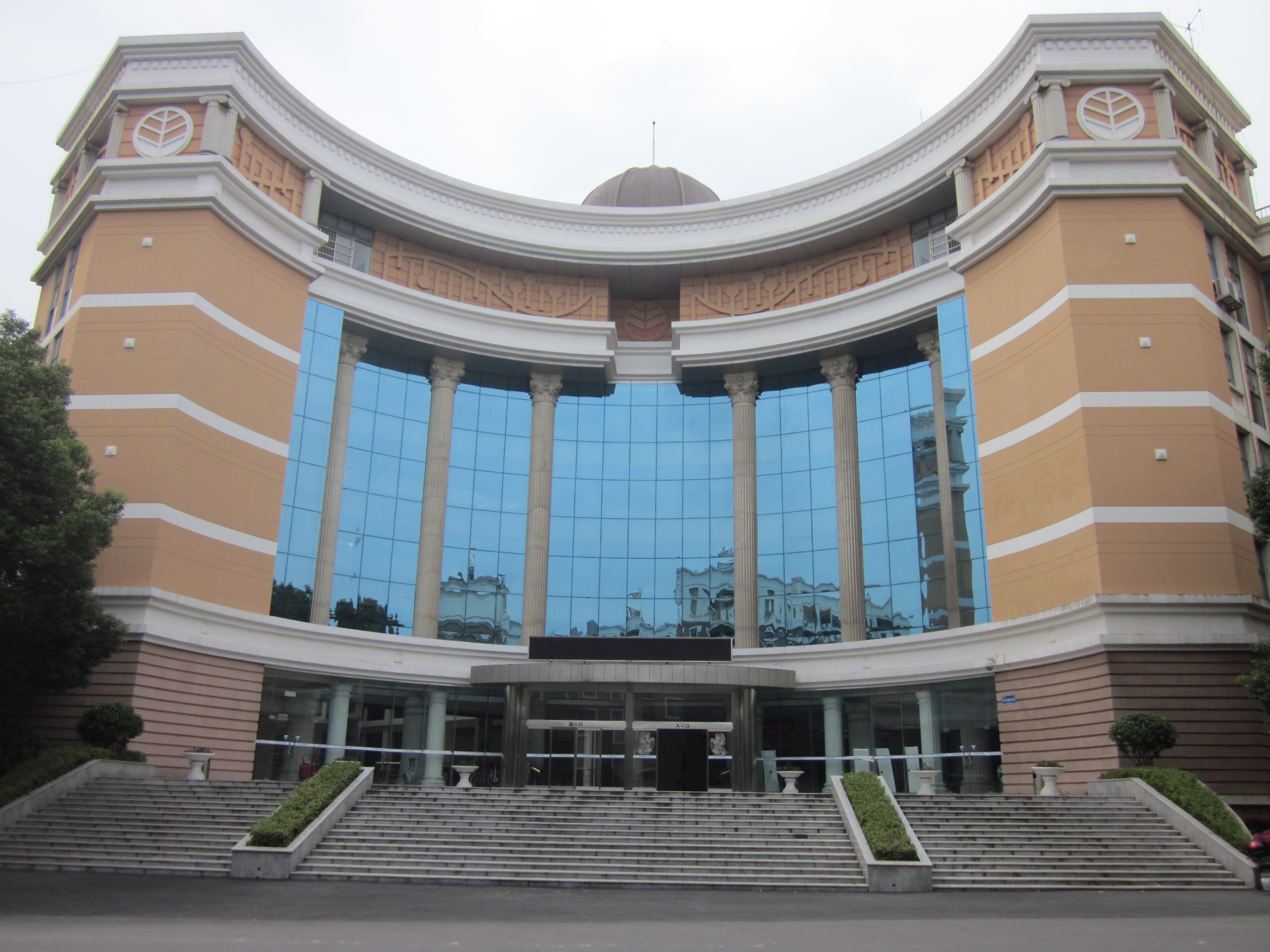
图书馆

学校设有9个二级学院，开设了47个本科专业，8个专科专业，涵盖了经济学、法学、教育学、文学、工学、管理学、艺术学7个学科门类。
- 商学院
- 人文艺术学院
- 体育学院
- 外国语学院
- 信息与机电工程学院
- 音乐学院
- 马克思主义学院
- 国际教育学院
- 继续教育学院[7]

## 设施
学校占地面积79.01万平方米，建筑面积56.36万平方米，教学科研仪器设备总值1.31亿元，馆藏纸质图书208.41万册。学校现有各类实验（训）室583间，与企事业单位共建校外实习实训基地221个。有省级普通高校重点实验室1个，省级实践教学示范中心1个，省级优秀实习教学基地2个。校园网络出口带宽47.5G，实现校园网络全覆盖。

## 历任校长
- 李钊 1997年5月至1998年2月
- 张剑波 1998年3月至2001年6月
- 张楚廷 2001年6月至2009年7月
- 李书丞 2009年7月至2012年7月
- 张放平 2012年7月至2016年7月
- 王耀中 2016年8月至今[8]

## 学校文化

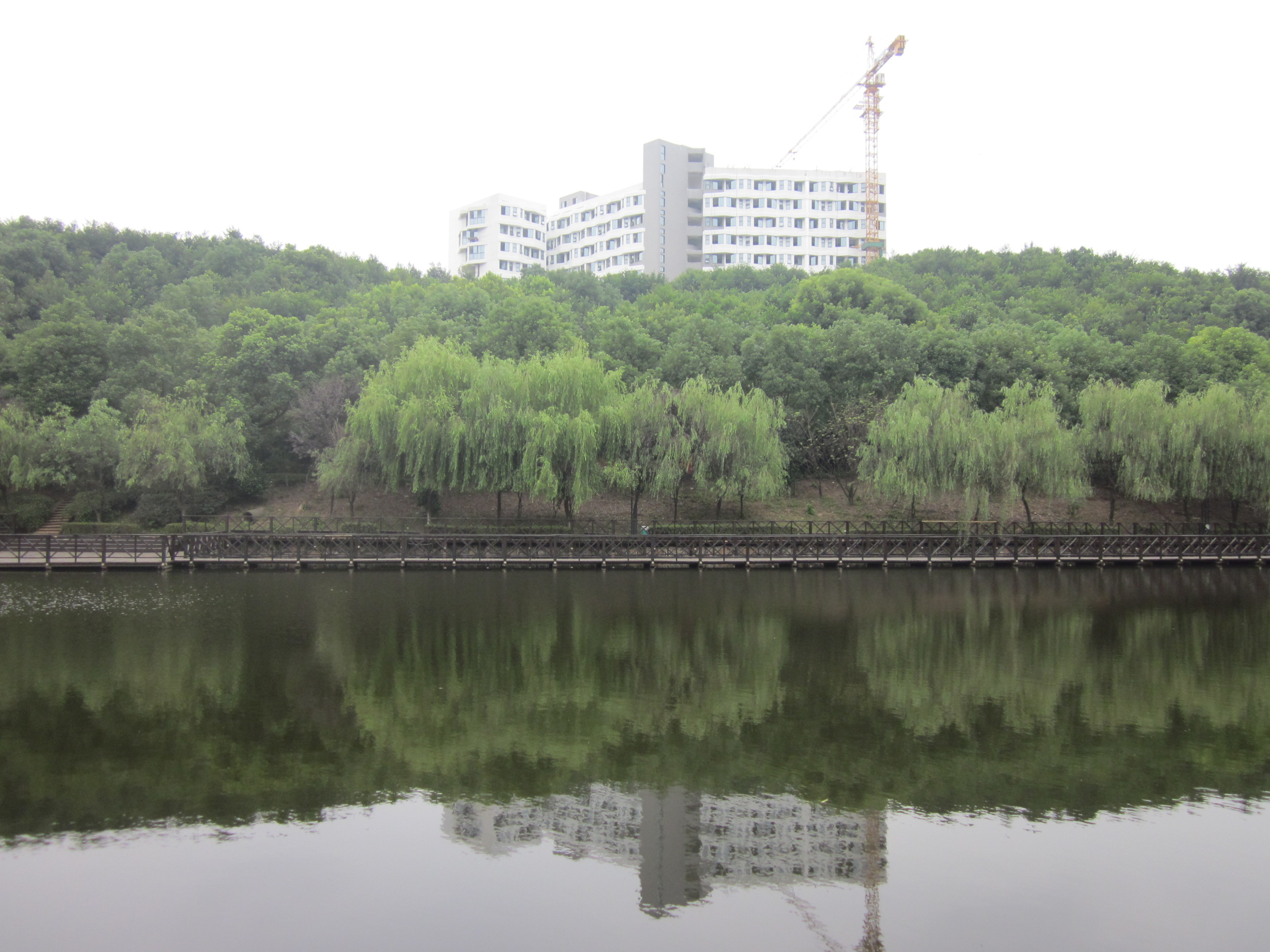
校园内池塘绿树

- 学校目标：百年涉外，一流涉外
- 办学原则
  - 普通教育与职业教育并举
  - 规模与质量协调发展
  - 诚信办学
- 学风：平等、尊重、敬责、高效[4]

## 荣誉
- 湖南省民办教育先进单位
- 湖南省十佳民办学校
- 中国十大品牌民办高校
- 中国民办教育创新与发展贡献奖[4]